# 皮利蓬卡
50°16′36″N 29°20′44″E / 50.27667°N 29.34556°E
皮利蓬卡（烏克蘭語：Пилипонка）是烏克蘭北部的村莊，隸屬日托米爾州的日托米爾區。該村始建於1785年，面積9.03平方公里，2001年人口266，人口密度每平方公里29.47人。